# Tribes of Neurot
Tribes of Neurot – zespół muzyczny grający rock awangardowy i ambient. W ich stylu muzycznym można też odnaleźć silne związki z muzyką plemienną. 

## Historia
"Tribes of Neurot" jest poboczny projektem związanym z zespołem Neurosis, który składa się w całości z ich członków oraz dodatkowych muzyków. Muzyka tworzona przez ten zespół drąży te same tematy jak sam zespół Neurosis, ale w radykalnie innym ujęciu. Podczas gdy Neurosis proponuje poprawnie zbudowane piosenki, Tribes of Neurot pozwala sobie na całkowitą wolność w eksploracji muzyki i dźwięków. Najlepszym przykładem może być kawałek z 2002 roku, zatytułowany Adaption and Survival, który w całości składa się z nagranych odgłosów wydawanych przez insekty. Utwór ten odpowiednio zmiksowany tworzy obraz w całości zupełnie inny od poszczególnych odgłosów. Wiele z ich wydawnictw zbiega się z oficjalnymi wydaniami płyt zespołu Neurosis tak jak "Silver Blood Transmission" oraz płyta Neurosis "Through Silver in Blood". Innym przykładem jest wydawnictwo Tribes of Neurot o tytule Grace zawierające wspólne dźwięki wraz z równolegle wydaną płytą Neurosis Times of Grace. Kiedy obydwa dyski są odtwarzane równocześnie, jako że zawierają pochodną muzykę, pozwalają na rozszerzenie doznań muzycznych niemożliwych do uzyskania słuchając tylko jednej z płyt.

## Dyskografia

### Albumy
- Silver Blood Transmission (1995 Release Entertainment)
- Static Migration (collaboration with Walking Time Bombs) (1998 Release Entertainment)
- Grace (1999 Neurot Recordings)
- Adaption and Survival (2002 Neurot Recordings)
- Cairn 4xCD (2002 Neurot Recordings)
- A Resonant Sun CD (2002 Relapse Records)
- Meridian (2005 Neurot Recordings)

### EP-ki
- Rebegin 2x7" (1995 Alleysweeper Records)
- Rebegin CDEP (1997 Invisible Records)
- God of the Center 10" EP (1997 Conspiracy Records)
- Untitled 12" EP (1997 Abuse Records)
- Spring Equinox 1999 CDEP (1999 Neurot Recordings)
- Summer Solstice 1999 CDEP (1999 Neurot Recordings)
- Autumn Equinox 1999 CDEP (1999 Neurot Recordings)
- Winter Solstice 1999 CDEP (1999 Neurot Recordings)
- Spring Equinox 2000 CDEP (2000 Neurot Recordings)
- Summer Solstice 2000 CDEP (2000 Neurot Recordings)
- Autumn Equinox 2000 CDEP (2000 Neurot Recordings)
- Winter Solstice 2000 CDEP (2000 Neurot Recordings)
- Spring Equinox 2001 CDEP (2001 Neurot Recordings)
- Summer Solstice 2001 CDEP (2001 Neurot Recordings)
- Autumn Equinox 2001 CDEP (2001 Neurot Recordings)
- Winter Solstice 2001 CDEP (2001 Neurot Recordings)

### Składanki/Live
- 60° (60 Degrees) (2000 Neurot Recordings)
- Live at the Pale (2001 Neurot Recordings)